# اسکات کوکر
اسکات کوکر (انگلیسی: Scott Coker؛ زادهٔ ۳ اکتبر ۱۹۶۲) مدیر اجرایی و تکواندوکار اهل ایالات متحده آمریکا است، که هم‌اکنون به‌عنوان رئیس سازمان بلاتور ام‌ام‌ای فعالیت می‌کند.